# Космаревська Куліга
Косма́ревська Кулі́га (рос. Космаревская Кулига) — присілок у складі Нюксенського району Вологодської області, Росія. Входить до складу Городищенського сільського поселення.

## Населення
Населення — 22 особи (2010; 39 у 2002).
Національний склад (станом на 2002 рік):
- росіяни — 95 %